# Sainte-Anne-d'Auray
Sainte-Anne-d'Auray is een gemeente in het Franse departement Morbihan in de regio Bretagne en maakt deel uit van het arrondissement Lorient. De gemeente telde 2.837 inwoners op 1 januari 2022.

## Geografie
De oppervlakte van Sainte-Anne-d'Auray bedraagt 4,97 vierkante kilometer; Op 1 januari 2022 was de bevolkingsdichtheid 570,8 inwoners per km².

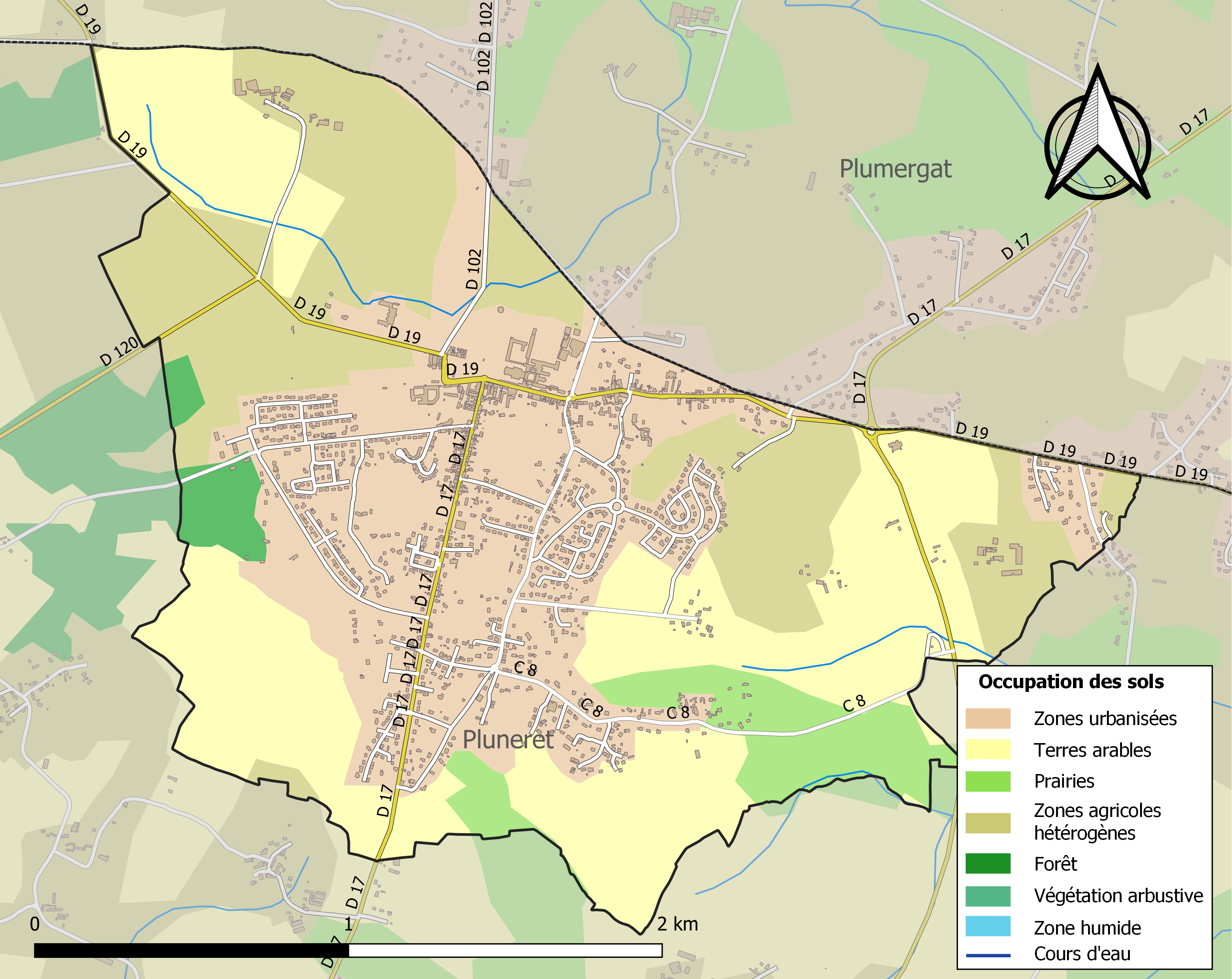
Kaart van de gemeente met de belangrijkste infrastructuur, bodemgebruik en omliggende gemeenten

## Verkeer en vervoer
De spoorweghalte Sainte-Anne ligt op het grondgebied van de aanpalende gemeente Pluneret.

## Demografie
Onderstaande figuur toont het verloop van het inwonertal.

## Bezienswaardigheden
- De basiliek van Sainte-Anne-d'Auray
- Het klooster van Sainte-Anne-d'Auray

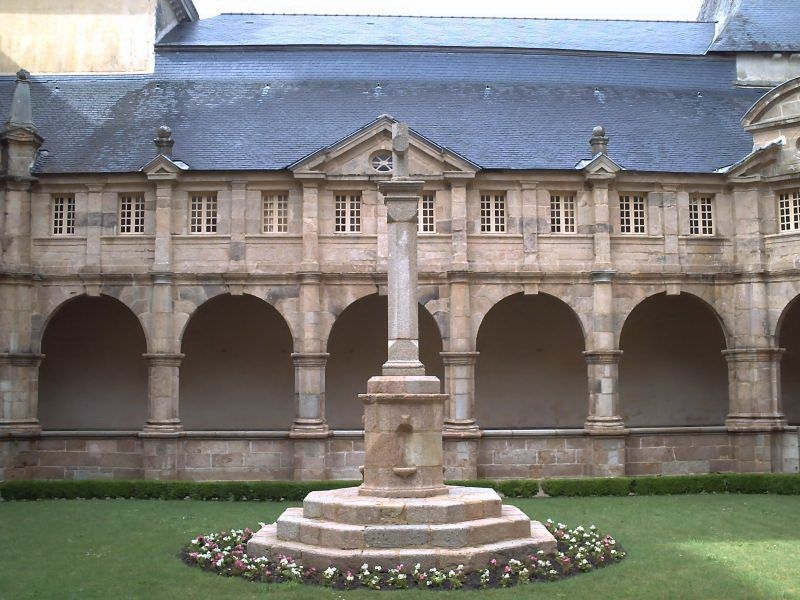
Klooster van Sainte-Anne-d'Auray
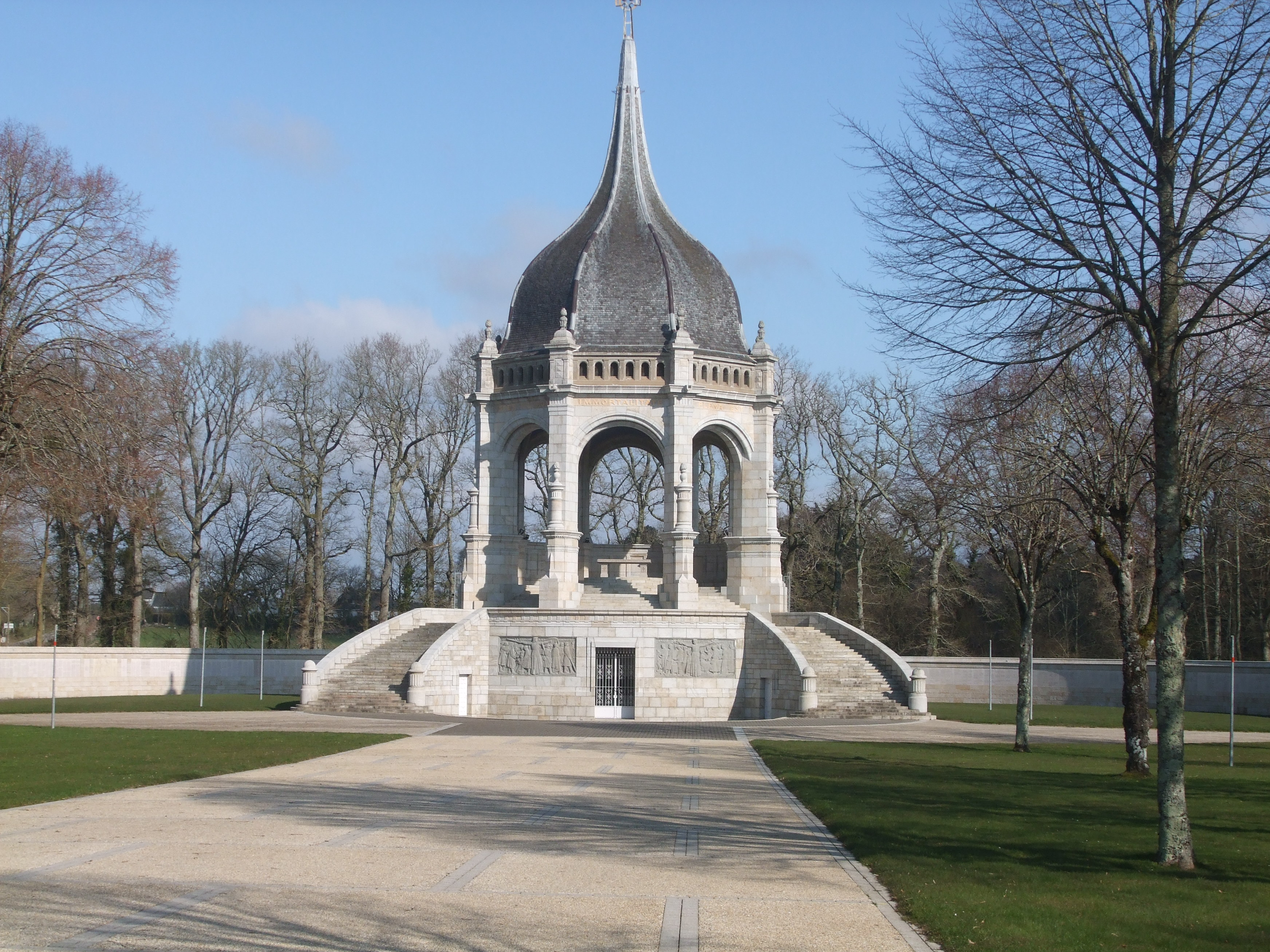
Monument voor Bretonse slachtoffers van WO I